# NUTS:CY
Als NUTS:CY oder NUTS-Regionen in Zypern bezeichnet man die territoriale Gliederung der Republik Zypern gemäß der europäischen Systematik der Gebietseinheiten für die Statistik (NUTS).

## Grundlagen
Zypern bildet auf allen drei NUTS-Ebenen eine einzige NUTS-Region.
Die LAU-Ebene entspricht den 615 Dimoi (Δήμοι) und Koinotites (Κοινότητες) (Stadt- und Landgemeinden).

## Liste der NUTS-Regionen in Zypern
| NUTS 1 | NUTS 1                   | NUTS 2 | NUTS 2                   | NUTS 3 | NUTS 3                   |
| CY0    | Zypern (Kýpros / Κύπρος) | CY00   | Zypern (Kýpros / Κύπρος) | CY000  | Zypern (Kýpros / Κύπρος) |